# Chipovnik

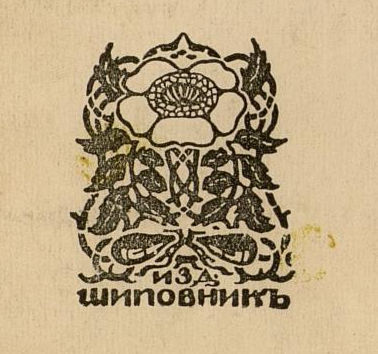
Logo de Chipovnik

Chipovnik (en russe : Шиповник) est une maison d'édition fondée avant la révolution russe de 1917, au début du XXe siècle, à Saint-Pétersbourg, qui a apporté une contribution significative au développement de la littérature russe de l'âge d'argent,. La maison d'édition est ouverte en 1906 par Zinovi Grjebine et Solomon Kopelman. La maison d'édition Chipovnik (qui signifie en français églantier) s'est taillé une réputation à la hauteur de son répertoire, constitué d'œuvres de jeunes auteurs peu connus, mais aussi d'auteurs déjà reconnus, de traductions, de livres pour enfants et scolaires, de littérature politique, de monographies d'art et d'albums,. La maison a publié 26 recueils-almanachs,.

## Histoire

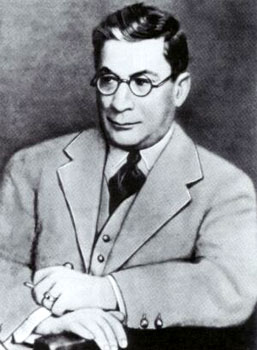
Zinovi Grjebine, portrait d'auteur inconnu, avant 1929.

### Fondateurs
Après les évènements de l'année 1905, le monde littéraire de Saint-Pétersbourg avait besoin de nouvelles maisons d'éditions indépendantes : de nombreux jeunes auteurs talentueux sont apparus, les goûts du public ont changé, le cercle des lecteurs a considérablement augmenté. Or, les maisons d'éditions existantes se trouvaient dans des situations telles que, soit elles ne pouvaient pas produire suffisamment à grand tirage, soit elles adoptaient des orientations politiques et intellectuelles trop étroites. Les niches vides qu'elles laissaient ainsi subsister sur le marché littéraire sont occupées, à partir de 1906, par la maison d'édition Chipovnik. Ses fondateurs sont l'ancien dessinateur-caricaturiste Zinovi Grjebine et Solomon Kopelman. La première version du logo destiné à Chipovnik est dessiné par le peintre Serge Tchekhonine. Cette marque d'imprimeur représente une fleur sur une tige garnie d'épines pointues. Le deuxième logo, représentant une fleur sur trois tiges, et a été créé par Eugène Lanceray. Cette image et le nom de la fleur à épines qu'elle représente n'ont pas été choisis par hasard, mais pour des publications de satires aiguës et de textes politiques. C'est la fleur d'un églantier (en russe : chipovnik) qui est représentée,. Vers 1906, Grjebine avait déjà derrière lui une expérience d'éditeur grâce aux revues Joupel et La Poste de l'enfer. Ces publications et les articles et caricatures qu'elles présentaient lui avaient valu une peine de prison à la Kresty,,.
Au sein de la maison Chipovnik, Grjebine s'occupe principalement des finances et de la recherche de nouveaux auteurs, et encore de la conception des publications. Solomon Kopelman s'occupe des problèmes de gestion et des aspects artistiques. Sa sœur Elisabeth Antik est aussi une des copropriétaires de la maison d'édition. Le poste de secrétaire littéraire est occupé par l'épouse de Kopelman, Véra Evguenevna Beklemicheva. Le directeur des bureaux est David Veis (ru). Très vite, les fondateurs décident de s'écarter des sujets strictement politiques et quatre domaines retiennent leur attention : l'art, la littérature, le socialisme et la littérature pour enfants,. Au début, la rédaction est située à la Grande rue Koniouchennaïa, 17, à Saint-Pétersbourg, mais, en 1910, elle déménage à la maison Barychnikova, rue Marata, 31, à Saint-Pétersbourg également. La maison est propriétaire d'une filiale à Moscou, qui est dirigée par Fiodor Stepoun (en),,.
Au cours des années d'existence de la maison d'édition, trois auteurs sont des figures clés qui ont influencé son image et son contenu. L'auteur central des collections et l'une des figures principales de Chipovnik est Leonid Andreïev. Celui-ci joue le rôle de rédacteur littéraire pour de nombreuses publications, en ce compris les almanachs. Boris Zaitsev est une autre figure importante : ses textes ont été publiés dans la moitié des almanachs et les éditions de 1907-1908 ont été publiées sous sa rédaction. La troisième figure des éditions est Fiodor Sologoub qui a acquis sa renommée après ses publications dans Chipovnik. Plus tard, il a également participé à des publications et est devenu membre des cadres de la maison d'édition.

### Auteurs et édition
À son apogée, les tirages de la maison atteignent 33 000 exemplaires, et ,en moyenne par ouvrage, de 1 000 à 6 000 exemplaires. Les livres sont vendus au prix de 50 à 75 kopeks dans des magasins spécialisés et dans les kiosques de chemins de fer. Les livres les plus populaires sont réédités jusqu'à dix fois. Chipovnik publie des œuvres en plusieurs volumes de Gueorgui Tchoulkov, d'Alexeï Remizov, des cycles bibliothèque d'écrivains étrangers (H. G. Wells, Guy de Maupassant, Gustave Flaubert, etc.), des séries pour enfants Jar-ptitsa (l'oiseau de feu) dont la rédaction est confiée à Korneï Tchoukovski. En 1906, paraît une recueil graphique d'Aubrey Beardsley. De 1907 à 1911, les éditions publient un cycle de recueils nordiques avec des titres de la littérature scandinave dont les auteurs sont : Knut Hamsun, Selma Lagerlöf, August Strindberg,. Dans un cycle Bibliothèque humoristique sortent les ouvrages d'Arkady Avertchenko, de Sacha Tchorny, de Jerome K. Jerome. Un des projets préférés de Grjebine est celui du cycle Histoire de la peinture de tous les temps et de tous les peuples par Alexandre Benois. Le département politique publie des ouvrages de l'auteur marxiste italien Antonio Labriola, Critique de l'économie politique de Karl Marx, des œuvres d'Anatoli Lounatcharski, de Nikolaï Morozov, Gueorgui Plekhanov, Karl Kautsky, Véra Figner,.
À la rédaction de la maison d'édition de la rue Nikolaïevska, à partir de 1906, ont lieu les soirées littéraires de Chipovnik. Il faut remarquer que les invités étaient des auteurs et des artistes de « camps complètement différents », des représentants de différentes écoles d'art et d'opinions politiques diverses,,.

### Almanach
L'une des principaux projets de Chipovnik était l'almanach littéraire et artistique publié de 1907 à 1917. Des auteurs de différentes tendances y ont publié des articles et des traductions : des symbolistes, des réalistes, des modernistes. La caractéristique de ces recueils est qu'ils étaient éclectiques. Les contemporains les reprenaient souvent comme des créations du décadentisme, mais on y retrouvait les meilleures créations de l'époque. Les Almanachs de Chipovnik étaient tellement demandés que les critiques ont commencé à reprocher à Grjebine et à Kopelman leur appât du gain. Bien que les éditeurs poursuivissent un but commercial, les œuvres choisies et les auteurs faisaient l'objet d'une sélection rigoureuse. Ainsi, la collaboration avec certains auteurs était écartée, celle avec Zinaïda Hippius, Mikhaïl Artsybachev, Dimitri Merejkovski ou Valéri Brioussov par exemple,,.
Dans les recueils des différentes années, on trouvait des auteurs déjà confirmés (Ivan Bounine, Boris Zaitsev, Mikhail Prichvine, Alexandre Blok, Valéri Brioussov, Andreï Biély), mais aussi des débutants comme Iouri Verkhovski (ru), Larissa Reisner, Ossip Dymov et encore d'autres,.
Dans tous ces almanachs, une grande attention était accordée à la présentation. Les illustrations étaient réalisées par des artistes de l'association Mir iskousstva, conduite par les maîtres de l'époque : Léon Bakst, Ivan Bilibine, Alexandre Benois Mstislav Doboujinski, Nicolas Roerich et d'autres encore.
C'est dans les almanachs de Chipovnik qu'ont été publiés les premiers récits d'Alexeï Remizov Sœurs en croix, et les récits La cinquième plaie, Deux vies d'Alexis Nikolaïevitch Tolstoï, Mes notes de Leonid Andreïev. Sous l'impulsion de Boris Zaitsev, sont publiés en 1907-1908 : Asthme d'Ivan Bounine, Sur le bord de mer de Piotr Nilous, Jusqu'à ce que de Victor Mouijel (ru). Le roman Navi tchary de Fiodor Sologoub est édité dans l'almanach des années 1908—1909, dans lequel paraissait également L'Oiseau bleu et Marie Magdelaine de Maurice Maeterlinck, Les Contes de Jacques Tournebroche d'Anatole France. En 1910, est publiée la traduction d'Un cœur simple de Gustave Flaubert.
Le dernier et 26e almanach a paru en 1917.

### Crise et élimination
Les premières difficultés pour la maison d'édition Chipovnik ont débuté dès 1907, au début de ses activités. Les orientations politiques de la maison plaçaient constamment Kopelman et Grjebine sous la menace d'une arrestation, alors qu'ils se rendaient régulièrement à l'étranger munis de faux documents. En mai 1907, le tirage du Calendrier politique, avec des illustrations de Mstislav Doboujinski, de Constantin Somov et de Vladimir Chambers (ru), est confisqué avant même le passage de la censure. Grjebine est privé du droit de vivre dans les capitales, et en 1908 il est arrêté et condamné à une peine de prison de 13 mois. Après 6 mois passés à la prison de Saint-Pétersbourg Kresty, il est libéré anticipativement, grâce à une pétition d'amis et au paiement d'une caution de 1 000 roubles par Solomon Kopelman.
Après un conflit avec Kopelman, Alexandre Blok refuse d'encore collaborer à Chipovnik en 1910. En 1912, la maison d'édition Sirin dont le propriétaire était M. I. Terechtchenko se mit à attirer vers elle des auteurs de Chipovnik. Du sein de cette dernière sont également partis Fiodor Sologoub et Alexeï Remizov après une dispute avec Kopelman. L'entreprise était au bord de la faillite et n'a dû sa sauvegarde qu'aux efforts de Grjebine, qui a pu attirer des fonds, notamment en empruntant 2 000 roubles auprès de ce même M. Terechtchenko,. En même temps, les relations entre Grjebine et Kopelman restaient tendues parce qu'ils avaient, selon le témoignage de leurs contemporains, des caractères et une vision du monde fort opposés.
En 1914, le conflit entre les deux cofondateurs atteint son apogée. Il nécessite l'intervention d'un arbitrage. Selon les témoignages de l'épouse de Kopelman, Véra Evguenevna Beklemicheva, Grjebine « manigançait le non-paiement des collaborateurs en émettant des lettres de change »,. Grjebine, de son côté, se plaignait de l'opacité de la gestion des éditions par Kopelman. Ce dernier rejetait facilement toutes les décisions de Grjebine parce qu'il détenait deux voix sur trois : la sienne et celle de sa sœur associée,. Grjebine quitte les éditions Chipovnik en 1914, la même année où Kopelman doit partir à l'armée. Durant la Première Guerre mondiale, les éditions sont dirigées pratiquement par Véra Evguenevna. À partir de cette époque, les éditions n'ont plus rien publié de nouveau et se sont limitées à la réimpression de tirages antérieurs,.
En 1919, Chipovnik déménage à Moscou. Trois années plus tard, la maison publie un recueil de Littérature et art sous la direction de Fiodor Stepoun (en), avec les œuvres de Boris Pasternak, Anna Akhmatova, Leonid Leonov, Anatoli Efros, Nikolaï Berdiaev. Accusée par la censure d'être réactionnaire, la maison d'édition est fermée en 1923 sur ordre des autorités,. Toutes les archives et la correspondance interne conservée à Saint-Pétersbourg sont confisquées et détruites. En raison des pressions constantes exercées sur lui par le pouvoir soviétique, Grjebine doit émigrer à Berlin, puis à Paris, où il tente de faire revivre une maison d'édition mais sans succès,,.